# Ferrari 340 F1
La Ferrari 340 F1 è una vettura che ha preso parte a due gare della stagione motoristica 1950 non valide per il campionato mondiale di Formula 1. Essa ha rappresentato la tappa intermedia tra la  275 F1 e la 375 F1 nello sviluppo del nuovo motore V12 aspirato.

## Sviluppo
Completata la prima fase dello sviluppo del V12 aspirato con la cilindrata di 3 300 cm³ montato sulla 275 F1, l'ing. Aurelio Lampredi passò alla tappa successiva che prevedeva la realizzazione di un V12 da 4 100 cm³ tramite l'aumento di alesaggio e corsa del motore da 3 300 cm³. Questo motore fu montato sulla monoposto 340 F1, logica evoluzione della 275 F1.
Il nuovo motore esprimeva ora una potenza massima di 335 CV a 7 000 giri/min ed era montato su un nuovo telaio sempre a longheroni e traverse ma con passo allungato a 2 420 mm. Nuova era anche la sospensione posteriore che adottava uno schema De Dion, già sperimentato sulla 125 F1 e su monoposto di Formula 2, in sostituzione delle barre di torsione. Il cambio era ora in blocco con il differenziale, soluzione anch'essa sperimentata sulla 125 F1.
Le prestazioni offerte da questa vettura furono un'ulteriore conferma della bontà del progetto tanto che, procedendo a tappe forzate, a fine anno era già pronto il V12 definitivo da 4 500 cm³ che avrebbe dato vita alla nuova 375 F1

## Carriera Agonistica
L'esordio della 340 F1 avvenne al Gran Premio delle Nazioni nell'agosto del 1950, gara non valida per il mondiale di Formula 1. La nuova monoposto era stata affidata ad Alberto Ascari e sullo schieramento occupava la prima fila al fianco dell'Alfa Romeo 158 di Fangio e della "vecchia" 275 F1 pilotata da Luigi Villoresi. Ascari rimase in testa per gran parte della gara ma fu poi costretto al ritiro per noie al motore che col passare dei giri cominciava ad accusare qualche malanno. Nonostante il ritiro, la 340 F1 si dimostrò veloce e in grado di tenere testa agli avversari più blasonati facendo così intuire che la futura 375 F1 sarebbe stata certamente in grado di competere per il mondiale.
La seconda ed ultima apparizione della 340 F1 avvenne al Gran Premio del Penya Rhin quando ormai la 375 F1 aveva già fatto il suo esordio al Gran Premio d'Italia un mese e mezzo prima. Pilotata da Piero Taruffi si classificò terza dietro alle 375 F1 di Ascari e Serafini.